# Pentidotea kirchanskii
Pentidotea kirchanskii är en kräftdjursart som först beskrevs av Miller och Lee 1970.  Pentidotea kirchanskii ingår i släktet Pentidotea och familjen tånglöss. Inga underarter finns listade i Catalogue of Life.